# Hyparrhenia coleotricha
Hyparrhenia coleotricha là một loài thực vật có hoa trong họ Hòa thảo. Loài này được (Steud.) Andersson ex Clayton mô tả khoa học đầu tiên năm 1969.